# 미니돼지

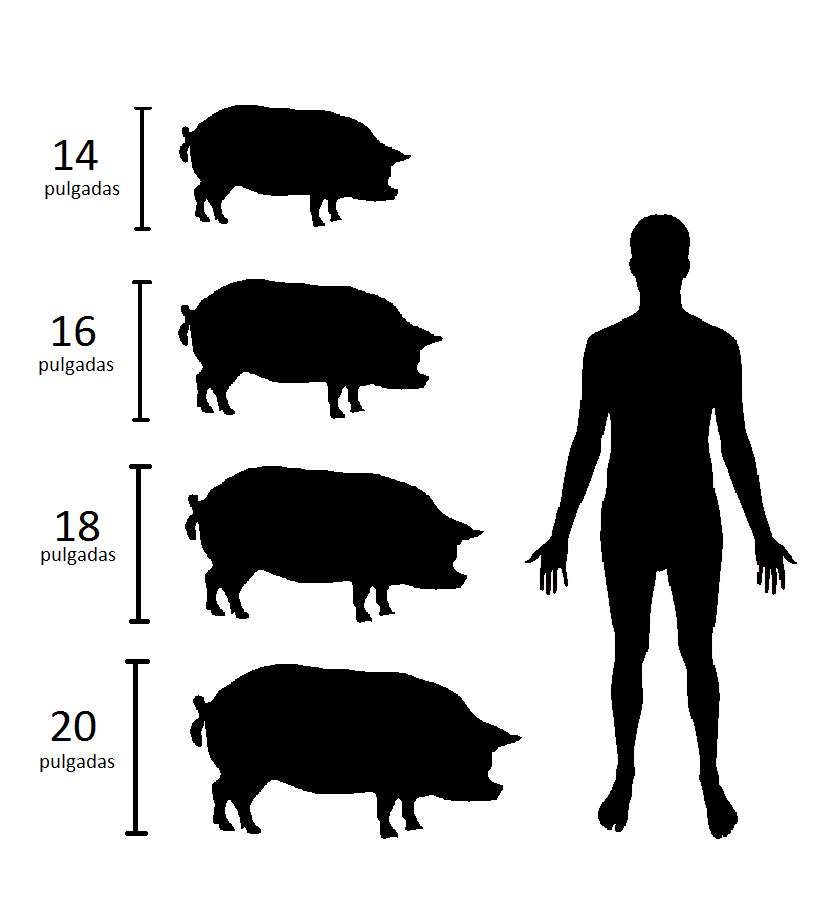
미니돼지와 사람의 크기 비교

미니돼지, 미니어처 피그(miniature pig), 마이크로 피그(micro pig), 티컵 피그(teacup pig)는 포트벨리, 괴팅겐 미니피그, 촉토, 쿠네쿠네 등의 몸집이 작은 돼지 품종을 가리키기 위해 사용되는 용어이다. 일반 돼지와 비교하여 대부분의 미니돼지의 눈에 띄는 특징들로는 작고 귓등이 선 귀, 토실토실한 몸, 둥근 머리, 작은 코, 다리, 목으로 정의할 수 있다. 일반적으로 미니돼지 품종 대부분은 최소 34킬로그램에서 91킬로그램까지 나간다.

## 역사
1960년대에 68~91 킬로그램으로 성장한 중국의 돼지들이 서방 도시들의 동물원들로 옮겨져 독학, 약리학, 기도학, 심장학, 노화 분야에서, 또 장기이식의 기관의 원천으로 의학 연구로 사용되었다. 이렇게 비교적 작은 돼지들은 일반적으로 300~500 파운드의 무게가 나가는 더 큰 돼지 품종에 비해 더 쉽게 작업할 수 있었다.
1980년대 중반 온타리오 주의 보먼빌 동물원의 케이스 코넬은 포트벨리 돼지를 캐나다로 들여왔으며 이는 북아메리카의 포트벨리돼지의 토대가 되었다. 이 품종은 체구가 작고 등이 만곡하며 "포트벨리"라고 알려져 있다. 관습법 때문에 새끼들은 오직 미국 내에서만 판매될 수 있었다. 미국 동물원들은 새끼돼지의 주된 대상이었으나 개인 소유자들은 곧 반려동물로 이들을 구매하기 시작했다.

## 같이 보기
- 돼지